# أنظر لا شر، إسمع لا شر
أنظر لا شر، إسمع لا شر (بالإنجليزية: See No Evil, Hear No Evil) هو فيلم كوميدي أنتج في الولايات المتحدة وصدر عام 1989 من إخراج آرثر هيلر.و ببطولته ريتشارد بريور كرجل أعمى وجين وايلدر كرجل أصم يعملان معًا لإحباط ثلاثة من اللصوص القتلة.

## قصة
تقع جريمة قتل يشهدها رجلان فقط لا غير أحدهما أصم ديف والآخر أعمى والي فأحدهما قد سمع صوت القاتل دون أن يراه والآخر قد رآه ولا يملك القدرة على الكلام ولم يسمعه والشرطة لا ترى أن شهادتهما تلك ذات فائدة قوية ولكن القاتل لديه رأي آخر في خطورتها عليه.

## طاقم العمل
- ريتشارد بريور في دور والاس «والي» كارو
- جين وايلدر بدور ديفيد «ديف» ليونز
- جوان سيفيرانس بدور حواء
- كيفن سبيسي في دور كيرغو
- آلان نورث بدور إميل برادوك
- أنتوني زيربي في دور ساذرلاند
- لويس جيامبالفو في دور جاتلين
- كيرستن تشايلدز في دور أديل كارو

## الميزانية والإيرادات
بلغت تكلفة إنتاج الفيلم حوالي 18 مليون دولار بينما حقق إيرادات تقدر بـ 46908987 دولار.

## روابط خارجية
- أنظر لا شر، إسمع لا شر على موقع IMDb (الإنجليزية)
- أنظر لا شر، إسمع لا شر على موقع ميتاكريتيك (الإنجليزية)
- أنظر لا شر، إسمع لا شر على موقع روتن توميتوز (الإنجليزية)
- أنظر لا شر، إسمع لا شر على موقع نتفليكس (الإنجليزية)
- أنظر لا شر، إسمع لا شر على موقع قاعدة بيانات الأفلام العربية
- أنظر لا شر، إسمع لا شر على موقع ألو سيني (الفرنسية)
- أنظر لا شر، إسمع لا شر على موقع Turner Classic Movies (الإنجليزية)
- أنظر لا شر، إسمع لا شر على موقع أول موفي (الإنجليزية)
- أنظر لا شر، إسمع لا شر على موقع بوكس أوفيس موجو (الإنجليزية)
- أنظر لا شر، إسمع لا شر على موقع فيلمافينيتي (الإسبانية)